# Pharaphodius cornutus
Pharaphodius cornutus är en skalbaggsart som beskrevs av Christian Rudolph Wilhelm Wiedemann 1823. Pharaphodius cornutus ingår i släktet Pharaphodius och familjen Aphodiidae. Inga underarter finns listade i Catalogue of Life.